# Montfalcon
Montfalcon ist eine französische Gemeinde mit 131 Einwohnern (Stand: 1. Januar 2022) im Département Isère in der Region Auvergne-Rhône-Alpes; sie gehört zum Arrondissement Vienne und zum Kanton Bièvre. Die Einwohner werden Montfalconnais genannt. 

## Geografie
Die Gemeinde Montfalcon liegt an der Grenze zum Département Drôme, etwa 29 Kilometer südöstlich von Vienne an der Galaure. An der nördlichen Gemeindegrenze verläuft ihr Zufluss Galaveyson. Umgeben wird Montfalcon von den Nachbargemeinden Saint-Clair-sur-Galaure im Westen und Norden, Viriville im Nordosten, Roybon im Osten sowie Valherbasse im Süden und Südwesten.

## Bevölkerungsentwicklung
| Jahr                       | 1962 | 1968 | 1975 | 1982 | 1990 | 1999 | 2006 | 2012 | 2021 |
| -------------------------- | ---- | ---- | ---- | ---- | ---- | ---- | ---- | ---- | ---- |
| Einwohner                  | 130  | 112  | 102  | 125  | 103  | 99   | 123  | 121  | 136  |
| Quellen: Cassini und INSEE |      |      |      |      |      |      |      |      |      |

## Sehenswürdigkeiten
- Himmelfahrtskirche (Église de l’Assomption)
- Schloss Montfalcon aus dem 14. Jahrhundert, teilweise Ende des 20. Jahrhunderts restauriert